# Stubber
Der Große Stubber ist eine bei Niedrigwasser teilweise trockenfallende steinige Sandbank im östlichen Greifswalder Bodden. Im Mittelalter war der Stubber eine Insel, die den Boddenfischern als Stützpunkt diente. Durch das Zangen von Steinen wurde das Eiland ständig kleiner. Im 19. Jahrhundert wurde dort, u. a. für den Straßenbau in Greifswald, viel Kies abgebaut. Als Folge dessen wurde der Stubber erstmals in der ersten Hälfte des 20. Jahrhunderts überspült.
Heute besteht das in Seekarten als Großstubber bezeichnete Gebiet aus zwei getrennten Untiefen. Der nördliche Teil hat eine Ost-West-Ausdehnung von rund 3000 m und zumeist eine Wassertiefe von über 3 m. Der andere Teil liegt in rund 2000 m Entfernung exakt südlich davon und ist etwas kleiner. Hier stellen eine Wassertiefe von teilweise nur 20 cm und große Findlinge eine Gefahr für Sportboote dar; dieser Teil ist daher in seinem Nord-Westen durch die Kardinaltonne Großstubber W. markiert. Beide Untiefenflächen bilden zusammen Großstubber und sind nicht mit der kleinen Untiefe Kleinstubber zu verwechseln, die ca. 1000 m östlich davon liegt. 
Der Name Stubber leitet sich aus dem Slawischen ab: Stopin steht für Stufe. Im Jahre 1678 diente die Stubber Bank als Sammelpunkt der gesamten Kriegsflotte zur Invasion Rügens (1678), welche mit der erfolgreichen Einnahme der schwedisch beherrschten Insel Rügen durch die Alliierten Brandenburg-Preußen und Dänemark endete.

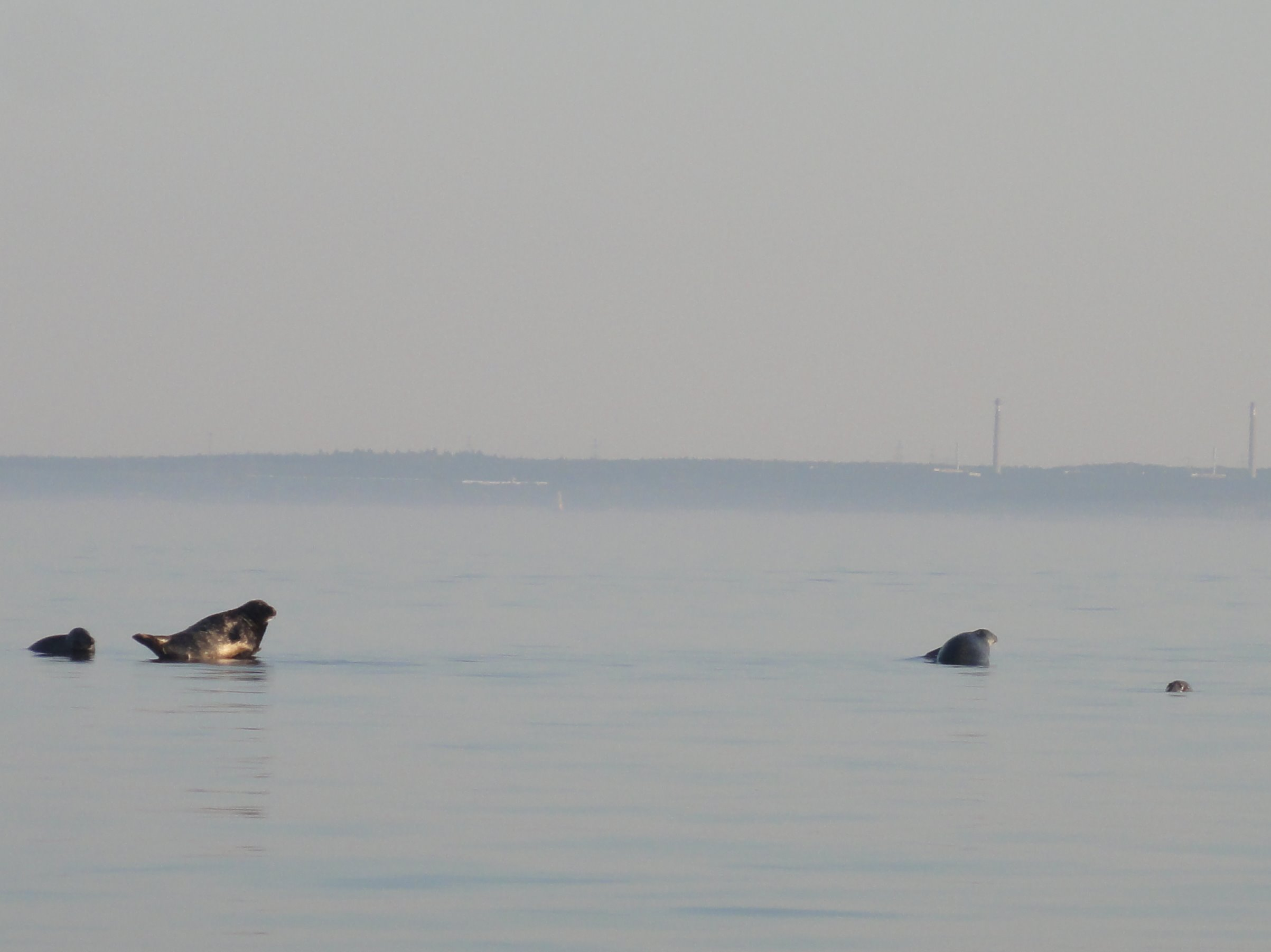
Kegelrobben am Großen Stubber

Seit 2004 wird der Große Stubber von der Ostsee-Kegelrobbe (H. g. balticus) als Aufenthaltsplatz genutzt, nachdem diese Art bis 1930 an der deutschen Ostseeküste vollständig ausgerottet worden war. Ab 2006 wurden zunehmend etwa 7 bis 25 Kegelrobben ganzjährig auf dem Großen Stubber gezählt.